# 科迪·登普斯
科迪·庫珀·登普斯（1993年12月2日—）為美國男子籃球運動員，場上位置為前鋒，現效力於以色列籃球超級聯賽貝爾謝巴夏普爾。

## 職業生涯
2020年11月12日，NBA G聯盟引爆者簽下登普斯。
2021年8月6日，登普斯加盟以色列籃球超級聯賽貝爾謝巴夏普爾。
2022年8月3日，富山松雞宣布簽下登普斯。
2023年2月14日，富山松雞宣布登普斯離隊。8月9日，雷昂蜜蜂宣布簽下登普斯。
2024年2月19日，登普斯加盟T1聯盟新北中信特攻，中文登錄名為「柯丹」。8月10日，新北中信特攻宣布登普斯離隊。

## 國家隊生涯
2021年登普斯代表美國參加2022年美洲盃籃球賽資格賽；2022年代表美國參加2023年世界盃籃球賽美洲區資格賽。

## 外部連結
- 科迪·登普斯的Instagram帳戶
- 科迪·登普斯的X（前Twitter）
- 科迪·登普斯在fiba.basketball（英语）
- 科迪·登普斯在NBA G聯盟（英语）
- 科迪·登普斯在B聯賽（日语）
- 科迪·登普斯在Basketball-Reference.com（NBA）（英语）
- 科迪·登普斯在Basketball-Reference.com（NBA G聯盟）（英语）
- 科迪·登普斯在Basketball-Reference.com（國際）（英语）
- 科迪·登普斯在Sports-Reference.com（NCAA）（英语）
- 科迪·登普斯在ESPN（NBA）（英语）
- 科迪·登普斯在Eurobasket.com（球員）（英语）
- 科迪·登普斯在RealGM（英语）
- 科迪·登普斯在Proballers（英语）